# ليه س. كوبلاند
ليه س. كوبلاند (بالإنجليزية: Les C. Copeland)‏ هو ملحن وعازف بيانو أمريكي، ولد في 4 يونيو 1887 في ويتشيتا في الولايات المتحدة، وتوفي في 3 مارس 1942 في سان فرانسيسكو في الولايات المتحدة.